# Tanjung Baru (Kinal)
Tanjung Baru is een bestuurslaag in het regentschap Kaur van de provincie Bengkulu, Indonesië. Tanjung Baru telt 319 inwoners (volkstelling 2010).